# Kubo Inokichi

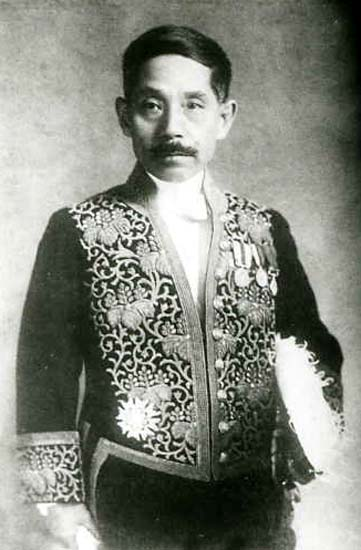
Kubo Inokichi im Jahre 1934

Kubo Inokichi (jap. 久保 猪之吉, auch Ino Kubo; * 26. Dezember 1874 in Nihonmatsu, Präfektur Fukushima, Japan; † 12. November 1939 in Tokyo) war ein Pionier der Hals-Nasen-Ohren-Heilkunde (Oto-Rhino-Laryngologie) und zugleich ein renommierter Dichter (Waka, Haiku).

## Leben
Schon bald nach dem Eintritt in die Oberschule 1891 wuchs sein Interesse an klassischer japanischer Dichtung, mit der er sich unter der Anleitung von Ochiai Naobumi befasste. 1896 begann er das Studium der Medizin an der Schule für Medizin der Kaiserlichen Universität Tokyo 東京帝国大学医科大学 Tokyo Teikoku Daigaku Ika Daigaku. 1898 veröffentlichte er in der landesweit vertriebenen Yomiuri-Zeitung erstmals Tanka-Gedichte und gründete die literarische Gruppe Ikazuchi-kai. Nach Abschluss seines Studiums im Jahre 1901 war er zunächst als Assistent unter Professor Okada Waichirō tätig. Im Mai 1903 heiratete er, um im folgenden Monat nach Freiburg (Breisgau) zu ziehen, wo er unter dem Pionier der Bronchoskopie Gustav Killian seine Fachkenntnisse in der Hals-Nasen-Ohren-Heilkunde weiter vertiefte.

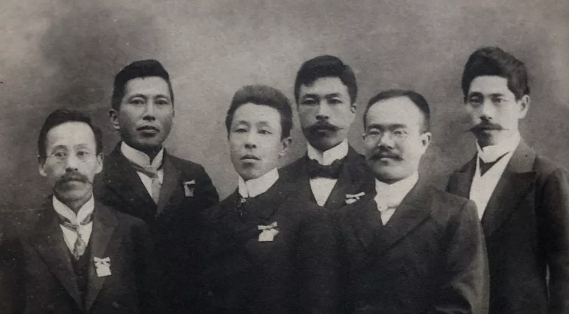
Kubo Inokichi (rechts) auf dem 15. Internationalen Medizinischen Kongress in Lissabon 1906

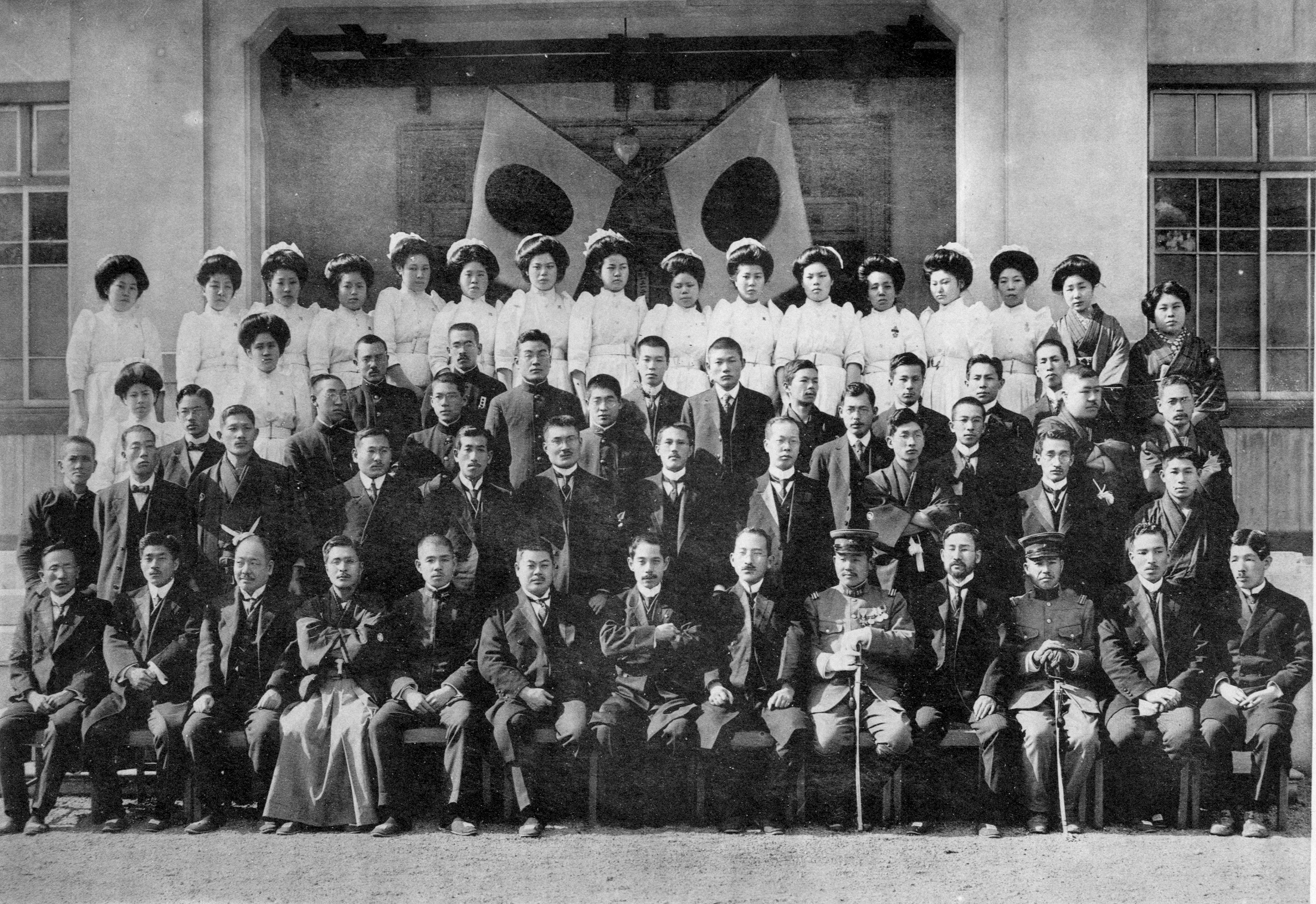
Professor Kubo (1. Reihe, 7. von links) und die Abteilung für Hals-Nasen-Ohrenmedizin im Jahr 1920

Unmittelbar nach seiner Rückkehr nach Japan wurde er im Januar 1907 zum Professor an der Medizinischen Schule Fukuoka (京都帝国大学福岡医科大学, Kyōto teikokudaigaku Fukuoka ikadaigaku) ernannt. Hier gründete er im folgenden Monat die Abteilung für Hals-Nasen-Ohrenmedizin. Im August entfernte er erstmals in Japan einen Fremdkörper aus der Luftröhre mithilfe eines Bronchoskops. 1911 wurde die bis dato als Zweigschule der Universität Kyōto geführte Medizinische Schule Fukuoka als „Kaiserliche Universität Kyushu Medizinische Schule“ (九州帝国大学医科大学, Kyūshū teikokudaigaku ikadaigaku) selbstständig. Mit der Gründung weiterer Fakultäten 1911 ging sie in die Medizinische Fakultät der Kaiserlichen Universität Kyūshū über.
Kubo Inokichis Frau Yorie Yorie より江 stammte aus Matsuyama, wo sie in jungen Jahren von dem berühmten Dichter Natsume Sōseki stark beeinflusst wurde. Auch ihr Mann wandte sich dieser Gedichtform zu. Beide unterhielten in Fukuoka einen Salon, der Literaten nicht nur aus Kyushu anzog. 1913 gründeten sie die literarische Zeitschrift ENIGMA (エニグマ). 1922 veröffentlichte Inokichi erstmals Haiku-Gedichte in der renommierten Haiku-Zeitschrift Hototogisu (=Gackelkuckuck). Einer seiner Medizin-Studenten, Soda Kyōsuke, nahm an diesen Aktivitäten teil und stimulierte, nachdem er Direktor einer Klinik in Kokura geworden war, durch einen ähnlichen literarischen Salon den nordöstlichen Raum Kyushus.

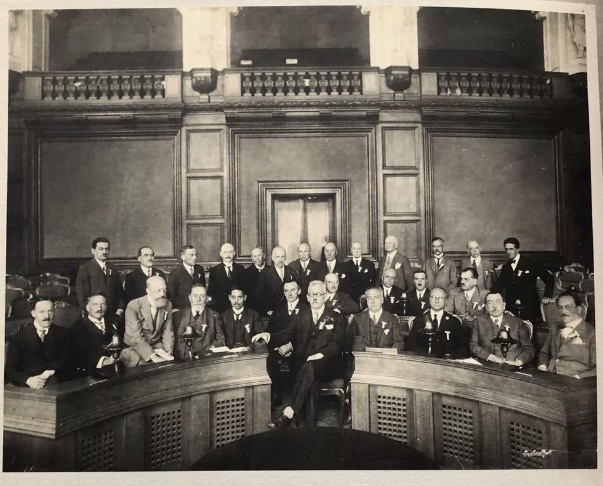
Erster Internationaler Kongress für Otorhinolaryngologie (Kopenhagen 1934; 5.v.r. Kubo Inokichi)

Zugleich machte Kubo sich auf dem Gebiet der Hals-Nasen-Ohrenmedizin international einen Namen. 1913 unternahm er eine halbjährige Reise nach Europa, wo er als Repräsentant Japans am 1. Internationalen Kongress für Oto-Rhino-Laryngologie in Kopenhagen teilnahm. Eine zweite Reise nach Europa folgte 1924. Die zehn Jahre später von „seinen ausländischen Freunden“ verfasste Festschrift zum sechzigsten Geburtstag enthält eine lange Liste renommierter Kollegen aus aller Welt. Im selben Jahr erhielt er den höchsten französischen Order, die Légion d’Honneur (Ehrenlegion). Im Februar 1935 wurde er emeritiert. Danach war er als Berater in dem durch den amerikanischen Missionsarzt Rudolph Bolling Teusler 1902 gegründeten Seiroka-Krankenhauses (St. Luke’s Hospital) in Tokyo tätig, starb aber schon 1939 und wurde auf dem Aoyama-Friedhof beigesetzt. Seine Frau Yoshie folgte ihm eineinhalb Jahre später im Alter von 57 Jahren.

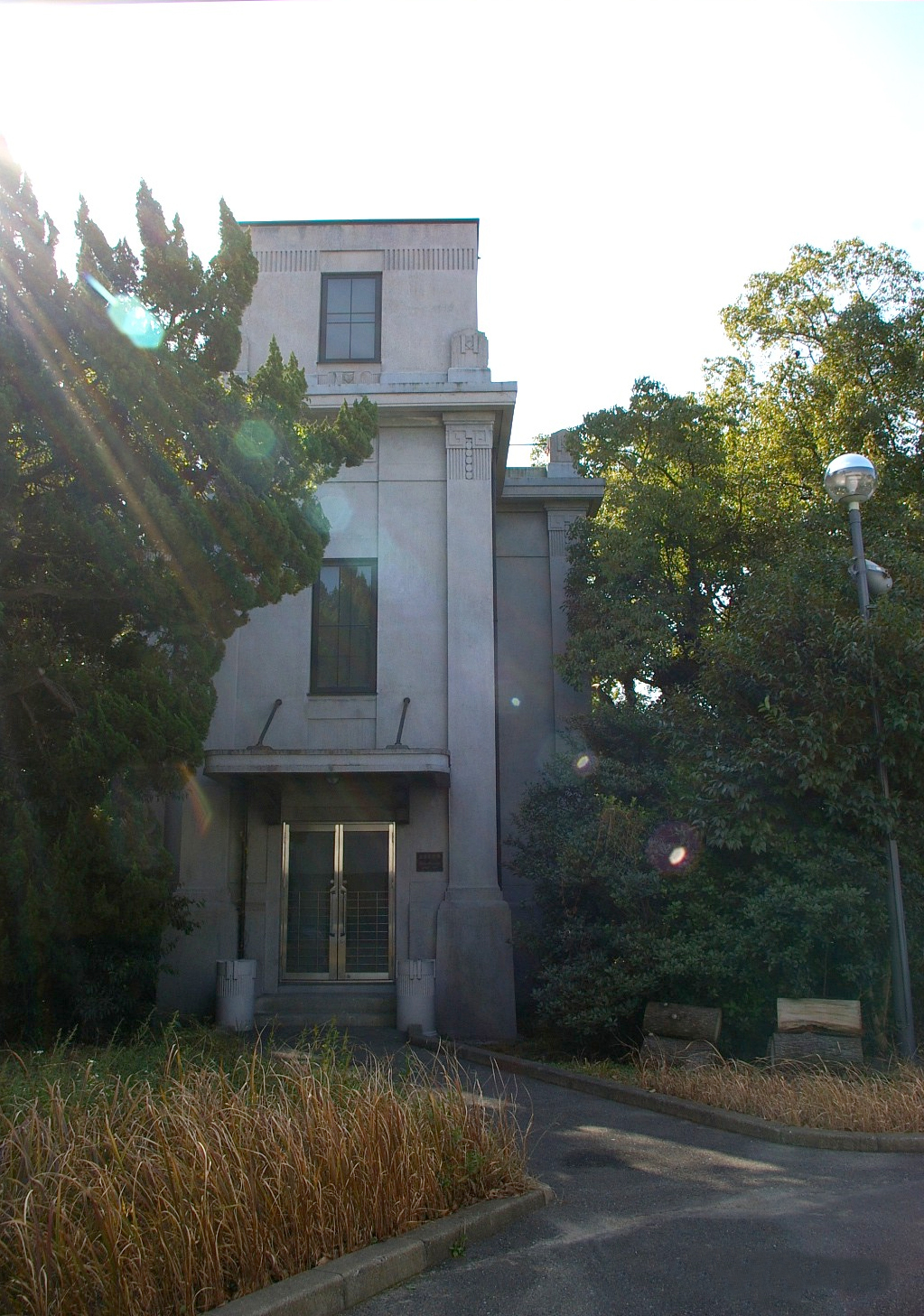
Kubo-Museum (Medizinische Fakultät, Universität Kyushu, Fukuoka)

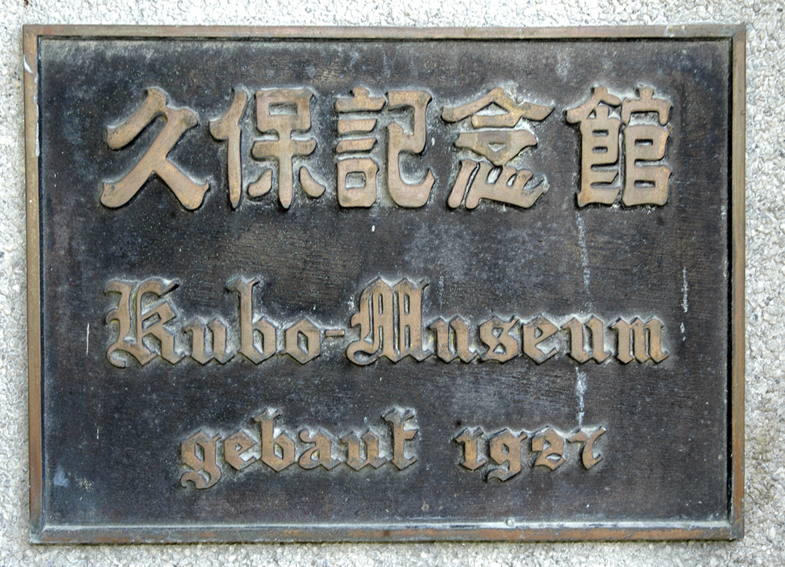
Kubo-Museum, Schild am Eingang

Kubo Inokichi publizierte 530 Fachaufsätze auf Japanisch und 42 in westlichen Sprachen sowie eine Reihe von Schriften zur Geschichte der Medizin, die ihm sehr am Herzen lag. Hierzu kommen 172 Arbeiten nicht-medizinischer Natur. Im Jahr 1928 wurde Inokichi zum Mitglied der Gelehrtengesellschaft Leopoldina gewählt.

## Kubo-Museum
Anlässlich des zwanzigjährigen Jubiläums der Abteilung für Hals-Nasen-Ohrenmedizin stifteten Schüler von Kubo Inokichi 1927 das „Kubo-Museum“ (Kubo Kinenkan). Der zweistöckige Bau wurde auf dem Gelände der Medizinischen Fakultät der Universität Kyūshū in einem japanisch-westlichen Mischstil errichtet. Er nahm die beträchtliche Zahl von Geräten, Büchern, Handschriften, Gemälde aus allen Gebieten der westlichen und östlichen Medizin auf, die Kubo selbst gesammelt bzw. von Kollegen aus allen Ländern erhalten hatte. Dies war das erste japanische Museum für die Geschichte der Medizin. Nach Kubos Tod kamen ein Teil seines Nachlasses sowie Materialien zur Geschichte der Abteilung für Hals-Nasen-Ohrenmedizin hinzu.
Des Weiteren befindet sich auf dem medizinischen Campus der Universität die nach ihm benannte Kubo-Straße (久保通り, Kubo-dōri).